# Dado dei Lamberti
Il dado dei Lamberti è stato un gruppo di edifici civili del centro storico di Firenze, situato in un isolato tra via Pellicceria, via San Miniato fra le Torri, via dei Cavalieri, via dei Lamberti. In alcuni di questi edifici su via dei Cavalieri ebbero sede l'Arte dei Medici e degli Speziali e l'Arte degli Oliandoli e Pizzicagnoli. Fu demolito tra il 1896 e il 1897 nell'ambito del "Risanamento di Firenze". Oggi al suo posto sorge l'ottocentesco palazzo con ingresso al numero 10 di via Pellicceria.

## Storia e descrizione
Si trattava di un gruppo di edifici che si presentava di forma pressoché cubica, appartenente alla nobile famiglia ghibellina dei Lamberti. Eretto tra XII e XIII secolo, alla fine del Duecento fu confiscato per il ritorno al potere dei Guelfi, e da allora entrato nei beni del Comune, tramite la Parte Guelfa, che vi insediò alcune magistrature e corporazioni. Già ricco di decorazioni, soprattutto affreschi decorativi risalenti al XIII secolo di cui si conservano alcuni frammenti presso il Museo di San Marco, fu ulteriormente abbellito quando vi presero la sede l'Arte dei Medici e degli Speziali, l'Arte degli Oliandoli e Pizzicagnoli e l'Arte del Cambio, forse anche quella dei Chiavaioli, oltre al Monte di Pietà. Su via dei Cavalieri, al piano terra, esse avevano le sale delle Udienze confinanti, la prima a settentrione e la seconda a meridione. In un documento del 1429 è ricordata qui anche la residenza dell'Arte del Cambio, ma non è chiaro quanto questa vi risiedette, perché altre testimonianze la collocano invece presso la tettoia dei Pisani. 
Il dado venne demolito in una fase molto avanzata dei lavori di "risanamento", nel 1896-1897, se si considera che la zona di Sant'Andrea e di piazza degli Amieri era già stata demolita dal 1889-1890, e che nel 1894 era già stata inaugurata piazza Vittorio col monumento a Vittorio Emanuele II.
La memoria del "dado" resta nella titolazione di via dei Lamberti, lungo cui si trova anche una lapide dantesca riferita ai nobili ghibellini.

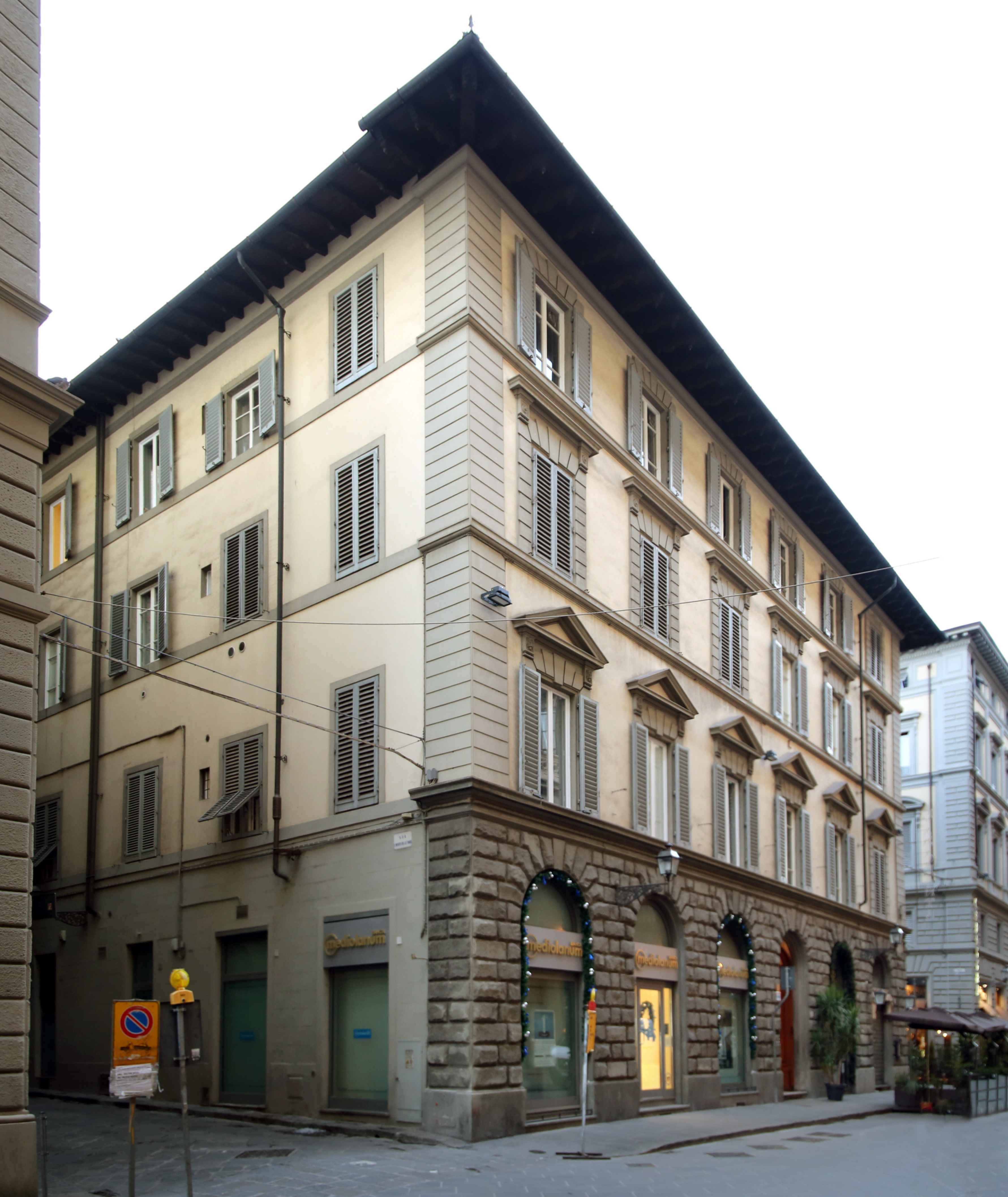
Il palazzo che oggi sorge al posto del dado dei Lamberti
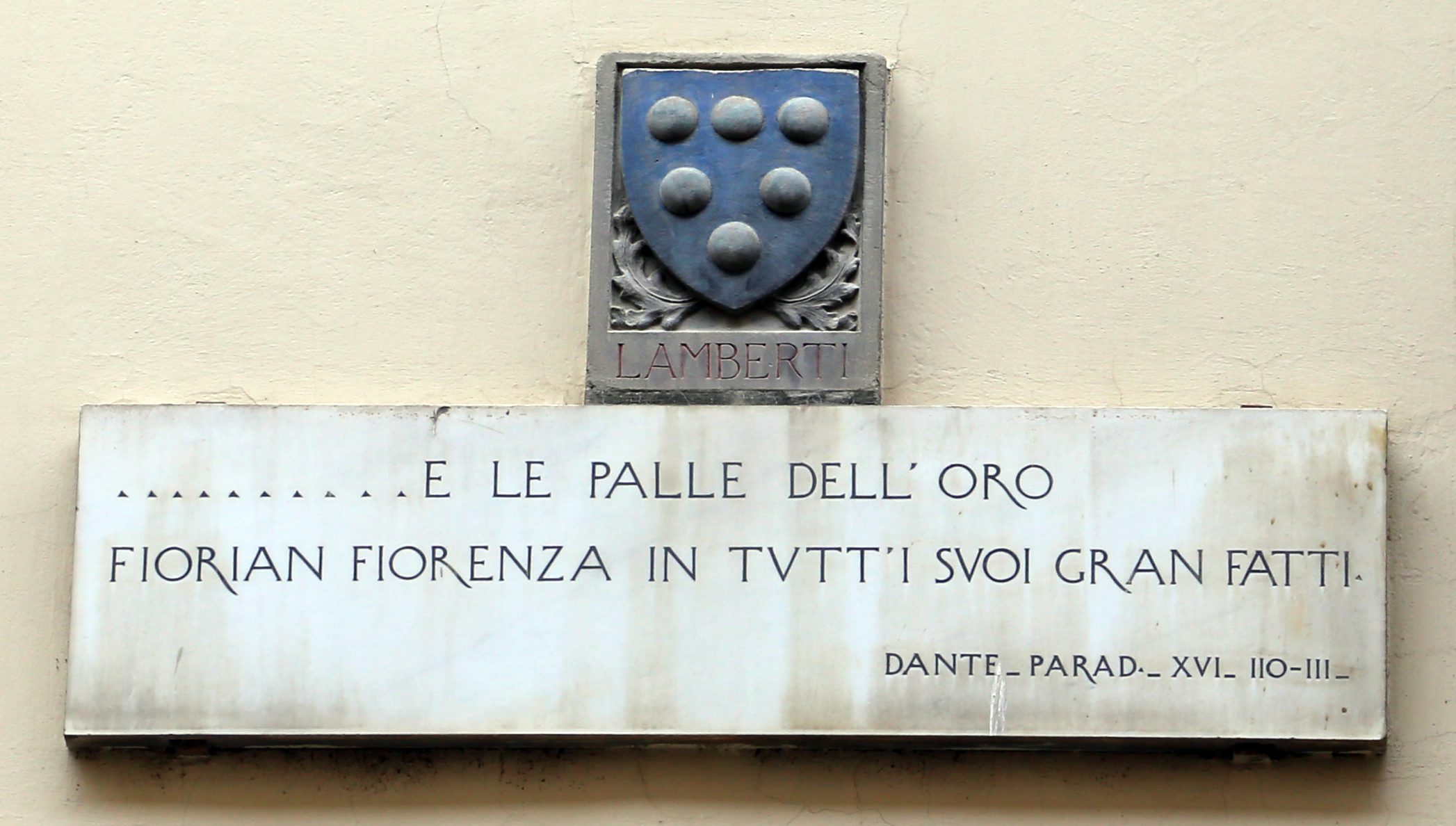
La lapide dantesca in via dei Lamberti
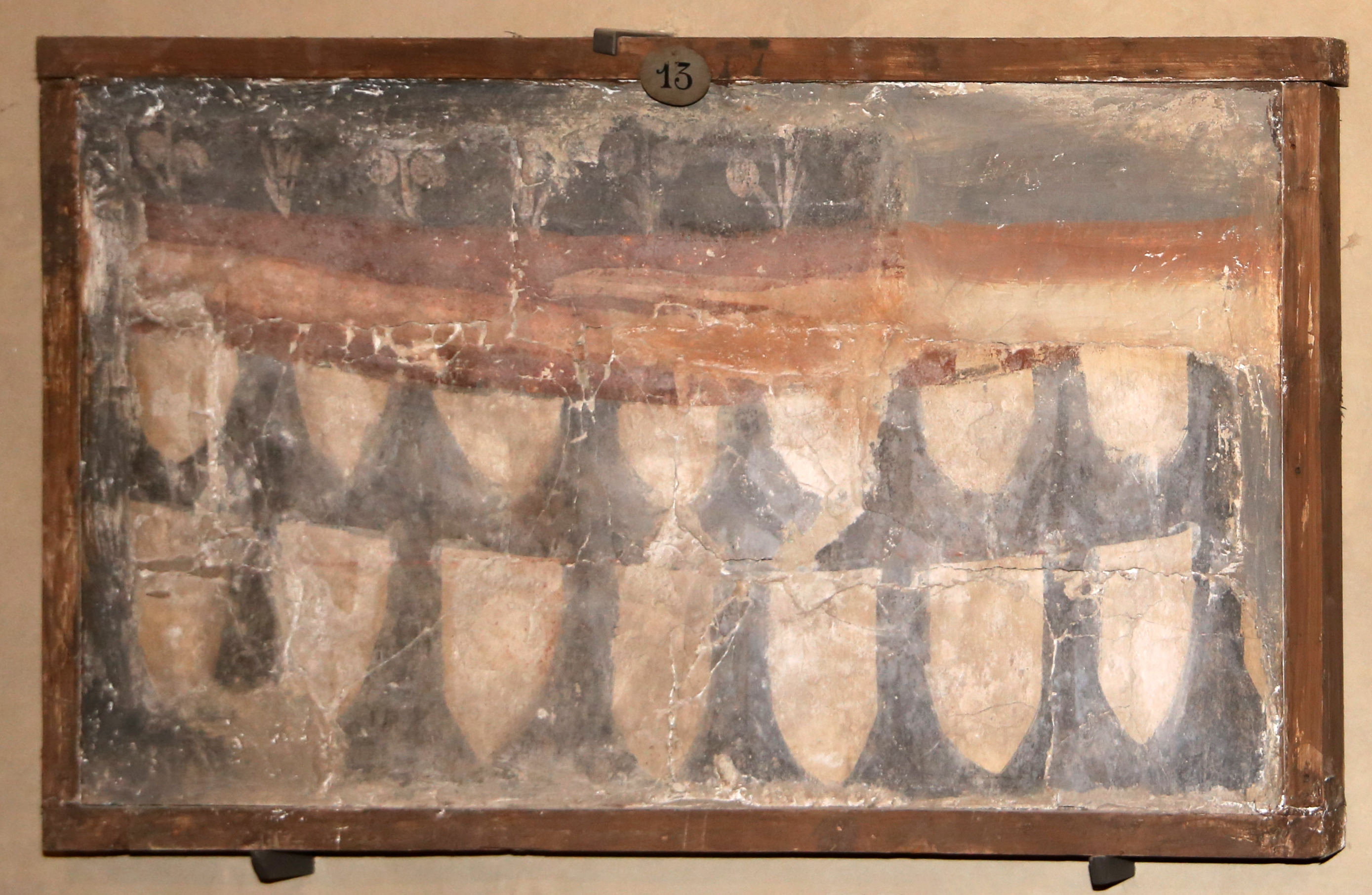
Frammento di decorazione pittorica dalle case dei Lamberti, oggi nel Museo di San Marco
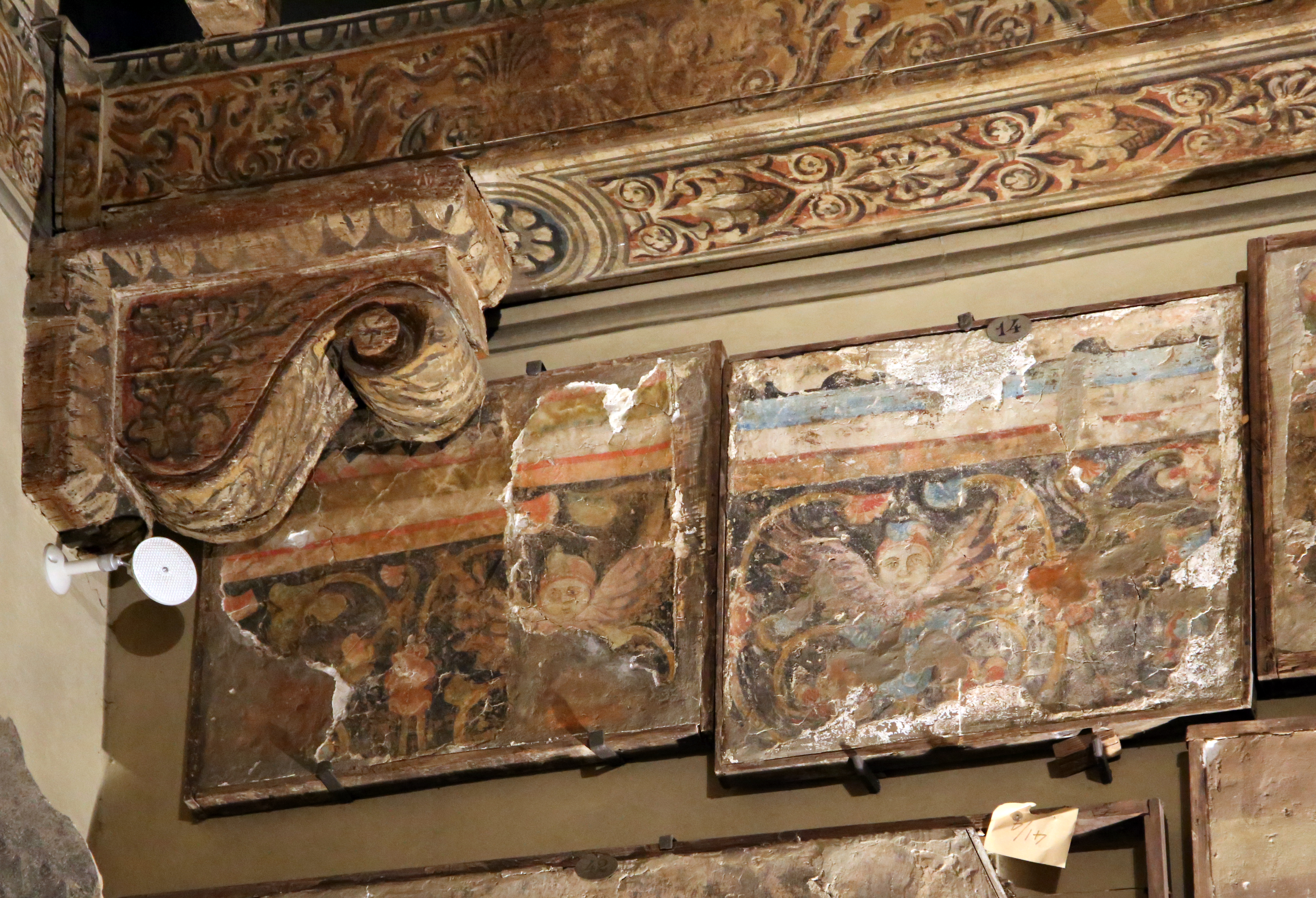
Frammento di decorazione pittorica dalle case dei Lamberti, oggi nel Museo di San Marco
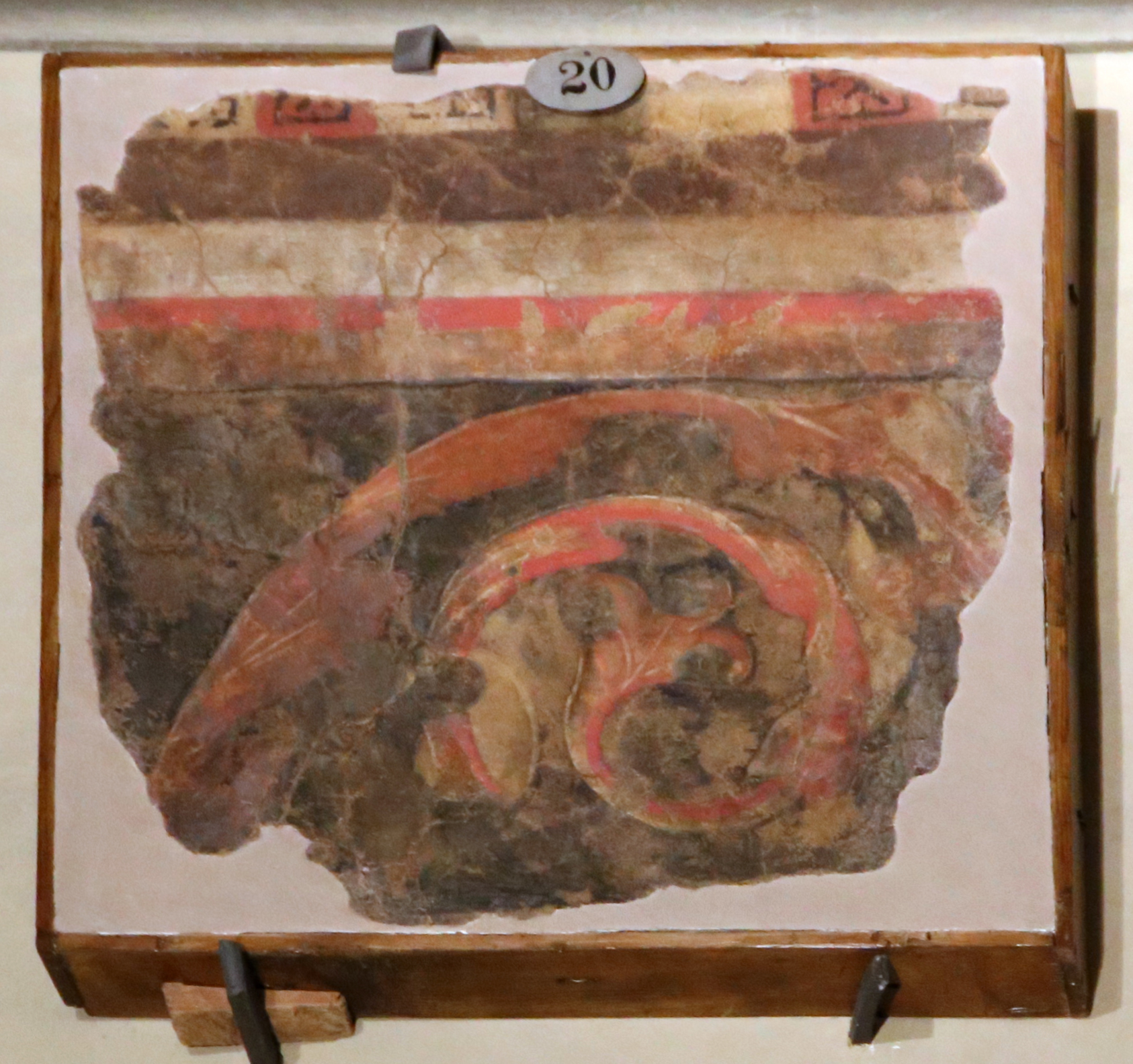
Frammento di decorazione pittorica dalle case dei Lamberti, oggi nel Museo di San Marco
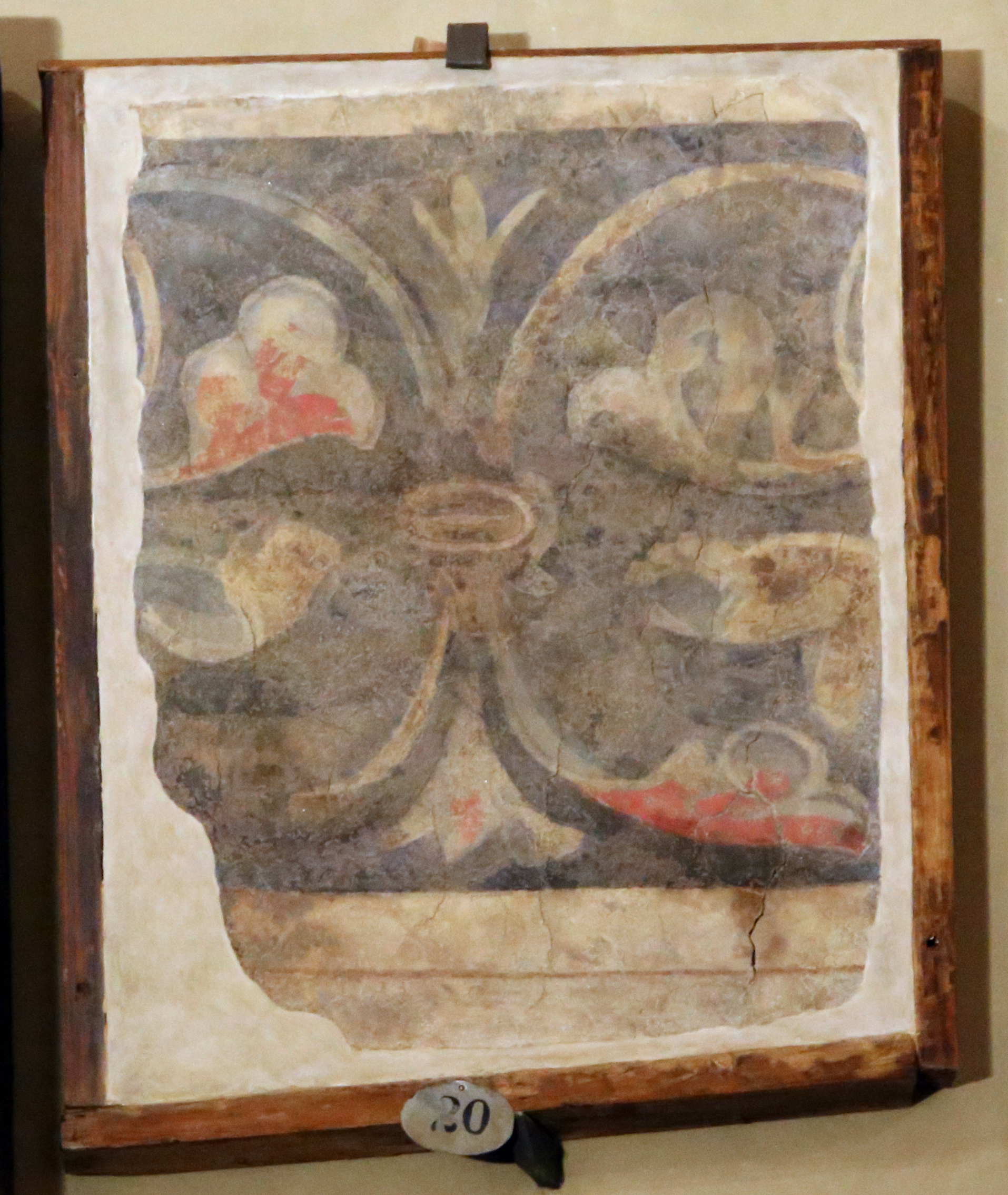
Frammento di decorazione pittorica dalle case dei Lamberti, oggi nel Museo di San Marco